# Судновий журнал

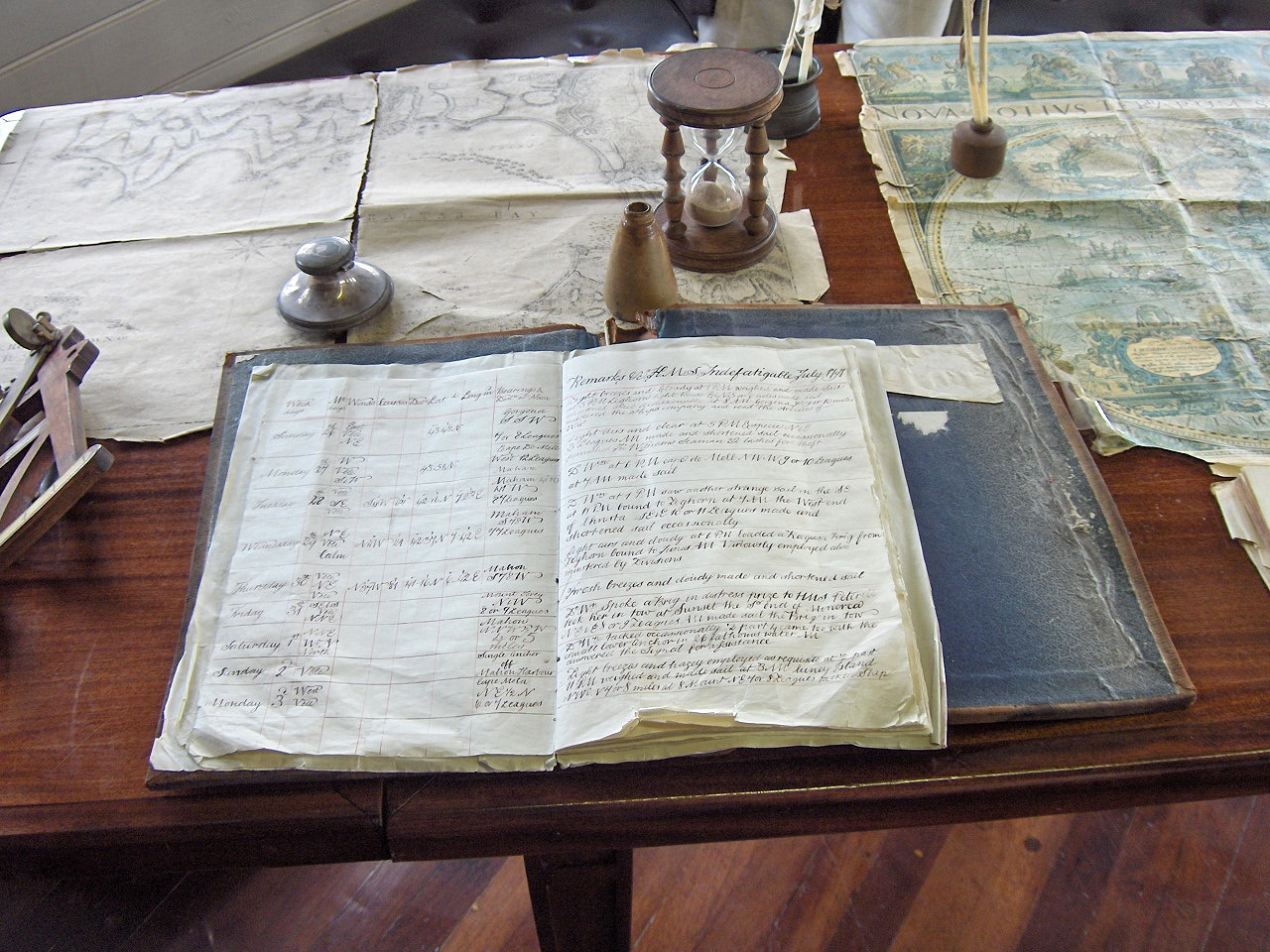
Журнал обліку та схеми. «Grand Turk», репліка трищоглового фрегата 6-ї ставки з часів Гораціо Нельсона.

Судновий журнал (також вахтовий журнал чи шканечний журнал) — один з основних суднових документів.
У судновому журналі фіксуються: список команди, дата прибуття в порт і відплиття з порту, глибина води в порту і при виході в море, швидкість, курс, сила вітру під час рейсу, прізвища вахтових екіпажу і вахтових штурманів, їх докладну доповідь про всі події, що відбулися за час здійснення рейсу.
При інцидентах на море, наприклад, зіткненнях або корабельні аварії, судновий журнал є основним документом, записи якого мають юридичну силу при судових розглядах.
У торговельній практиці судновий журнал використовується як доказ винності або невинності перевізника при виникненні спорів з пошкодження, або загибелі всього вантажу, або його частини.